# Omalogyra disculus
Omalogyra disculus is een slakkensoort uit de familie van de Omalogyridae. De wetenschappelijke naam van de soort is voor het eerst geldig gepubliceerd in 1988 door Palazzi.